# Valentyna Karpenko
Valentyna Karpenko, née le 9 décembre 1972, est une coureuse cycliste ukrainienne. Elle a notamment été championne d'Ukraine sur route en 1999, 2002 et 2005, et du contre-la-montre en 2000. Elle a remporté l'Eko Tour Dookola Polski en 2002 et le  Tour de Feminin - Krásná Lípa en 2003, et a représenté l'Ukraine aux Jeux olympiques de 2000 et 2004.

## Palmarès
- 1998
  - 2e du championnat d'Ukraine du contre-la-montre
- 1999
  -  Championne d'Ukraine sur route
  - 2e du championnat d'Ukraine du contre-la-montre
- 2000
  -  Championne d'Ukraine du contre-la-montre
  - 2e du championnat d'Ukraine sur route
  - 3e du Tour de Feminin - Krásná Lípa
- 2002
  -  Championne d'Ukraine sur route
  - Classement général de l'Eko Tour Dookola Polski
- 2003
  - 1re étape de l'Eko Tour Dookola Polski
  - Tour de Feminin - Krásná Lípa :
    - Classement général
    - 1re étape

  - 2e du Trofeo Alfredo Binda-Comune di Cittiglio
- 2005
  -  Championne d'Ukraine sur route